# Кадьяк (остров)
Ка́дьяк (англ. Kodiak Island, эскимосское — Кыктак, алют. Qikertaq) — американский остров площадью 9.3 тыс. км², расположенный у южного побережья Аляски. Название острова происходит от эскимосского слова, означающего «остриё».

## География
Является самым крупным островом Кадьякского архипелага и вторым по величине островом США после острова Гавайи (крупнейшего острова Гавайских островов). От Аляски Кадьяк отделён проливом Шелихова. Ландшафт Кадьяка весьма гористый, а его высшая точка достигает 1353 м.
Расположенный на острове полуостров Куприянова (55°57′ с.ш., 153°10′ з.д.) назван в 1943 году в честь И. А. Купреянова.
Немного севернее острова расположен менее крупный остров Афогнак, а к юго-западу находятся Острова Троицы.
Административно полностью находится в одноимённом боро.

## Флора и фауна
Кадьяк является родиной одноимённых медведей.
На острове Кадьяк водятся выдры, еврашки, бурые, серые и красные лисицы, горностаи, соболи. Эндемичен медведь кадьяк, встречаются крабоиды (например, камчатский краб — Paralithodes camtschaticus); из рыб тихоокеанские лососи и тихоокеанский белокорый палтус. Река Карлук славится ходом лосося.
Растут съедобные ягоды: малина, брусника, морошка, черника, голубика.

## История
Кадьяк является исконной землёй племени кониага. Его аборигены жили за счёт охоты, рыболовства, земледелия и собирательства.
В «Хронологической истории открытия Алеутских островов» В. Н. Берха обозначено, что первый русский, посетивший остров, был мореход Степан Глотов. Он прибыл туда на судне «Адриана и Наталии» осенью 1762 года и в продолжении зимы, отражая неоднократно нападения островитян, не мог производить вовсе промыслы бобров и иметь торговлю с обитателями; 24 мая 1764 года он оставил остров. В честь него в 1963 году Кадьякским и Аляскинским историческим обществом была названа гора Глотова (57°33′ с.ш., 153°07′ з.д.).
В 1778 году штурман Потап Кузьмич Зайков на боте «Святой Владимир» достиг побережья Кадьяка и описал природу, климат и географическое положение острова.
Первыми колонистами извне были российские промысловики под предводительством Григория Шелихова, основавшего в Бухте Трёх Святителей в 1784 году первое русское поселение в Америке.
Описание острова имеется у Г.И. Шелихова в его «Путешествии г. Шелехова с 1783 по 1790 год из Охотска по Восточному Океану к Американским берегам...»:

Кадьяк остров лежит к Северовостоку и от Уналашки отстоит на 800 верст. Величина сего острова, за опасностию от нападения островитян, точно неизвестна; но полагают в длину 200, а в ширину от 20 до 30 верст. На Восточном оного носу есть Бухта, в которую впали многие речки, изобильные рыбою, и в сей Бухте находит залив, глубиною в 2 1/2 сажени, которой может служить гаванью для судов. Лес на сем острове ростет Ольховник, Рябинник, Тальник и небольшой Березник; а в хребтах есть не малой величины Топольник, из которого делают боты, на подобие Камчадальских, в коих можно сидеть пяти человекам. Ростет на нем так же довольно сладкой травы; ягод: Шикши, Малины, Брусники, Морошки, Черницы, Голубицы и коренья; изобилует он разною рыбою; звери водятся Лисицы бурые, Сиводушки и красные Еврашки, Выдры, Горностаи и соболи; из водяных зверей примечены только Нерпы.

В 1794 году, по решению российского правительства, на остров прибыла миссия в составе 8 монахов Валаамского Спасо-Преображенского монастыря (среди них Иоасаф (Болотов) и Ювеналий (Говорухин), находилась в ведении епископа Иркутского Вениамина (Багрянского).
В Адрес-календаре на 1814 год, составленном не ранее середины 1813 года, на острове Кадьяке числилась контора Главного правителя Российско-Американской компании Александра Баранова, а также «главное российское заселение при Петропавловской гавани», при этом товарищем главного правителя на Кадьяке числился Тертий (Терентий) Борноволоков, а к порту были приписаны штурман Калинин и лейтенант Подушкин, — все трое погибшие по пути в Ново-Архангельск ещё в январе 1813 года, что говорит об очень низкой скорости передачи информации из этого региона в центр и обратно в начале XIX века.
В 1867 году остров перешёл в состав Северо-Американских Соединённых Штатов в результате сделки с Российской империей. На него стали прибывать американцы и заниматься охотой и земледелием.
Ныне входит в состав штата Аляска, образованного с 1959 года.

### Влияние извержения Новарупты
В 160 километрах к северо-западу от острова расположен вулкан Новарупта. В 1912 году произошло его извержение, которое оказалось одним из крупнейших извержений века. В течение 60 часов жизнь на острове была парализована: из-за пепла над землёй образовалась тьма, вода стала непитьевой, воздухом едва можно было дышать, видимость практически была нулевой, прервалось радиосообщение, зола, выпадавшая на крыши слоем более чем один фут, разрушала здания немногочисленного населения (около 500 человек на тот момент).

## Население
Национальный состав острова — преимущественно инуиты. Главным населённым пунктом острова является город Кадьяк, расположенный на северо-востоке, численность населения которого оценивается в 6253 человек (2015 год). Другие населённые пункты на острове и их население на 2010 год: Кадьяк-Стейшен (1301 человек), Уименс-Бей (719 человек), Олд-Харбор (218 человек), Порт-Лайонс (194 человека), Ларсен-Бей (87 человек), Акхиок (71 человек), Чиньяк (47 человек), Карлук (37 человек).
Во всём боро Кадьяк-Айленд проживает 13 889 человек на 1 июля 2015 года. Однако в боро помимо Кадьяка входит остров Афогнак со статистически обособленной местностью Аленева и Еловый остров с городом Узинки.

## Религия
В 1794 году православные миссионеры во главе с архимандритом Иосафом (Болотовым) прибыли на остров, построили церковь, и приступили к религиозной пропаганде среди местного населения.
Иоасаф в письме писал:

«1794 года, сентября с 24 живу на острове Кадьяк. Слава Богу, более 700 американцев перекрестил, да более 2000 браков обвенчал, построили церковь, а время позволит — сделаем другую, да походные две, а то и пятую нужно сделать».
— «История Русской Церкви»
Иоасаф погиб в море в мае 1799 года на судне «Феникс», когда добирался из Охотска обратно на Кадьяк.
На замену Иосафу в 1804 году был командирован иеромонах Александро-Невской Лавры Гедеон (Гавриил Федотов). В 1807 Гедеон покинул Кадьяк, отправился на инспекцию камчатских церквей, а главой миссии острова Кадьяк был назначен Герман Аляскинский. Герман Аляскинский, руководитель кадьякской миссии с 1807 года, крестивший множество алеутов и других жителей Русской Америки, православными считается святым покровителем Америки.
С 1893 по 1904 год на острове служил православным священником Т. Н. Шаламов — отец русского писателя В. Т. Шаламова.
В 1794 году в Кадьяке была построена православная Церковь Воскресения Христова. В 1943 году церковь сгорела, но в 1945 году была заново отстроена, а в 1977 году занесена в Национальный реестр исторических мест США. Русские православные церкви имеются и в других городах острова — Часовня Покрова Богородицы в Ахиоке и Часовня Вознесения Господня в Карлуке. Обе церкви были внесены в Национальный реестр исторических мест США в 1980 году.
В 1973 году в городе Кадьяк была основана Свято-Германовская православная духовная семинария.

## Транспорт и космонавтика
На острове работают аэропорты Кадьяк, Олд-Харбор, Закар-Бэй и Ахиок. Кроме того, на нём находится ракетная космическая база Кадьяк (Kodiak Launch Center), с которой проводятся коммерческие пуски .